# Marvel Disk Wars: The Avengers - Ultimate Heroes
Marvel Disk Wars: The Avengers - Ultimate Heroes (ディスクウォーズ：アベンジャーズ　アルティメットヒーローズ?) es un videojuego de beat 'em up desarrollado y publicado por Bandai Namco Games para Nintendo 3DS. Fue lanzado en Japón el 13 de noviembre de 2014.

## Jugabilidad
Los héroes sellados en discos tienen una cantidad limitada de tiempo para materializarse y luchar, y cuando el tiempo llega a cero, se vuelven inutilizables. Es un sistema de batalla estratégico que permite cambiar de héroe y luchar mientras se evalúa la compatibilidad con el enemigo y la situación de batalla.
En el "Modo Historia", la historia del juego se desarrolla manteniendo la visión del mundo del anime tal como es. Los Vengadores y Spider-Man están muy activos para detener la trama del villano enemigo. Se preparan varias etapas, como luchar contra una gran cantidad de enemigos y destruir obstáculos.
En el "Modo Desafío", se pueden luchar batallas en una variedad de situaciones. Incluye "Supervivencia", donde se puede formar un equipo de tres con los personajes que se elijan y luchar consecutivamente, "Batalla Libre", donde se puede luchar uno a uno contra un oponente de la computadora, y "Batalla de Comunicación", donde se pueden luchar batallas con amigos a través de la comunicación local.
Además, está la recopilación de información y elementos de entrenamiento de personajes que se pueden ver en el "Modo Galería".